# هاسلینگدن
latitudeهاسلینگدنlongitudeهاسلینگدن
هاسلینگدن (به انگلیسی: Haslingden) یک شهرک در بریتانیا است که در انگلستان واقع شده‌است.

## خصوصیات
هاسلینگدن ۱۶٬۸۴۹ نفر جمعیت دارد.